# Ciro Mazzarella
Ciro Mazzarella (Napoli, 2 aprile 1940 – Napoli, 2 settembre 2018) è stato un mafioso italiano, noto esponente della Camorra, uno dei fondatori del clan Mazzarella. Mazzarella è stato considerato l'indiscusso re del contrabbando di sigarette e uno degli ultimi capi della vecchia Camorra.

## Biografia
Noto come 'o Scellone, era il nipote di Michele Zaza, ed era considerato il suo successore nell'impero criminale. Negli anni '60, Mazzarella iniziò negli affari illegali acquistando piccole navi con l'intenzione di contrabbandare sigarette. Le sue capacità imprenditoriali furono rapidamente dimostrate e fu soprannominato dai media “il re del contrabbando”.
'O Scellone aveva buoni rapporti con altri potenti capi della Camorra, come Mario Fabbrocino e Alfredo Maisto. È stato visto anche in compagnia di Vincenzo Casillo della Nuova Camorra Organizzata, infatti Mazzarella non ha mai preso parte alla guerra tra la Nuova Famiglia e la NCO, nonostante la posizione di vertice che Michele Zaza ha ricoperto all'interno della NF.
All'inizio degli anni '90 Mazzarella aveva accumulato una grande ricchezza, nel 1992 decise di trasferirsi in Svizzera, dopo aver perso una guerra tra clan a Napoli. Dalla sua base logistica a Lugano, ha creato un impero economico invidiabile con il contrabbando di sigarette arrivato dal Montenegro.
Secondo la Commissione Parlamentare d’Inchiesta del 1996, Ciro Mazzarella era a capo di un vero impero illegale: 200 miliardi di lire di fatturato, per un utile netto di oltre 6 miliardi di lire al mese (4,4 milioni di euro al mese, ai cambi di oggi).
Ciro Mazzarella era noto per avere rapporti con Cosa nostra, in particolare con le famiglie mafiose di Catania. Secondo i collaboratori della giustizia, il defunto capo della mafia catanese, Giuseppe Calderone, era il padrino nel battesimo di uno dei figli di Mazzarella.
Nel 2002 è stato arrestato in Spagna e, dopo essere stato scarcerato nel 2006, è tornato a vivere a Napoli.
Il 2 settembre 2018, Ciro Mazzarella è morto nella sua villa nel quartiere di Posillipo, all'età di 78 anni. Il suo funerale si è tenuto nella Basilica di Santa Lucia a Mare. All'uscita del feretro dalla Chiesa, c'è stato un lungo applauso da parte dei cittadini del Rione Santa Lucia.